# Sitio arqueológico de Hualco
El Sitio arqueológico de Hualco se encuentra en cercanías de la localidad de Schaqui, en el departamento San Blas de los Sauces, en el norte de la provincia de La Rioja, Argentina, aproximadamente en la posición 28°29′33″S 67°06′47″O / -28.49250, -67.11306.
El sitio de Hualco fue declarado de interés provincial mediante la ley provincial 7689 del año 2004.
El yacimiento arqueológico comprende unos 150 recintos de un total de alrededor de 300, ubicados en la parte superior de una quebrada que lleva el nombre precisamente de Hualco (el topónimo está constituido por dos palabras del desaparecido idioma cacán en el cual la palabra "ko" habría significado agua). Este emplazamiento permitía la observación del un amplio territorio en torno a la ciudadela, construida con objetivo de vivienda y punto defensivo.
La técnica constructiva era la simple superposición de bloques de piedra, sin elementos de unión entre ellos. Estos muros se alzaban algo menos de 2 m de altura y el espacio interior era excavado, de modo que el nivel interno era inferior al nivel general del terreno. La mayoría de los recintos es de planta rectangular, aunque también existen algunos circulares, lo que permite suponer diferenciaciones en la utilización: viviendas, corrales o depósitos, etc.
Formó parte del Qhapaq Ñan o sistema vial inca. Existen ciertas divergencias en cuanto a la datación de este yacimiento. Como parte de la red inca del Tahuantinsuyu, se presume que el lugar fue construido entre el 300 y 400 d. C. No obstante, tomando en consideración los elementos hallados en el lugar atribuidos a la cultura de la Aguada, se señala que el yacimiento data del 700 y 1000 d. C., en todos los casos la fortaleza de Hualco tiene una existencia muy anterior a la invasión quechua "inca" ocurrida hacia mediados de s XV.